# 蒂永维尔
蒂永维尔（法語：Thionville，法語發音：[tjɔ̃vil] ⓘ），法国东北部城市，大东部大区摩泽尔省的一个市镇，同时也是该省的一个副省会，下辖蒂永维尔区，其市镇面积为49.86平方公里，2022年1月1日时人口数量为42,778人，是摩泽尔省人口第二多的市镇，仅次于省会梅斯，在法国城市中排名第187位。
蒂永维尔位于摩泽尔省西北部，摩泽尔河左岸，靠近卢森堡、德国以及比利时边境，历史上为重要的边防城市，其市区内有多处军事历史遗迹，近代则因钢铁和煤炭开采而获得发展，现代为洛林欧洲城市带上的重要节点。

## 地名来源
“蒂永维尔”一名最初以日耳曼形式“Dietenhoven”记载于公元707年，出现于特里尔主教的手记中，该名称可能来源于古高地德语，其中“hof”意为“农场”。而其拉丁语形式则于公元753年出现于矮子丕平给教宗斯德望三世的信件中。
在1871至1919年以及第二次世界大战期间，蒂永维尔的官方名称曾为（德語：[ˈdiːdn̩ˌhoːfn̩] ⓘ），其对应的中文译名为迪登霍芬。

## 历史

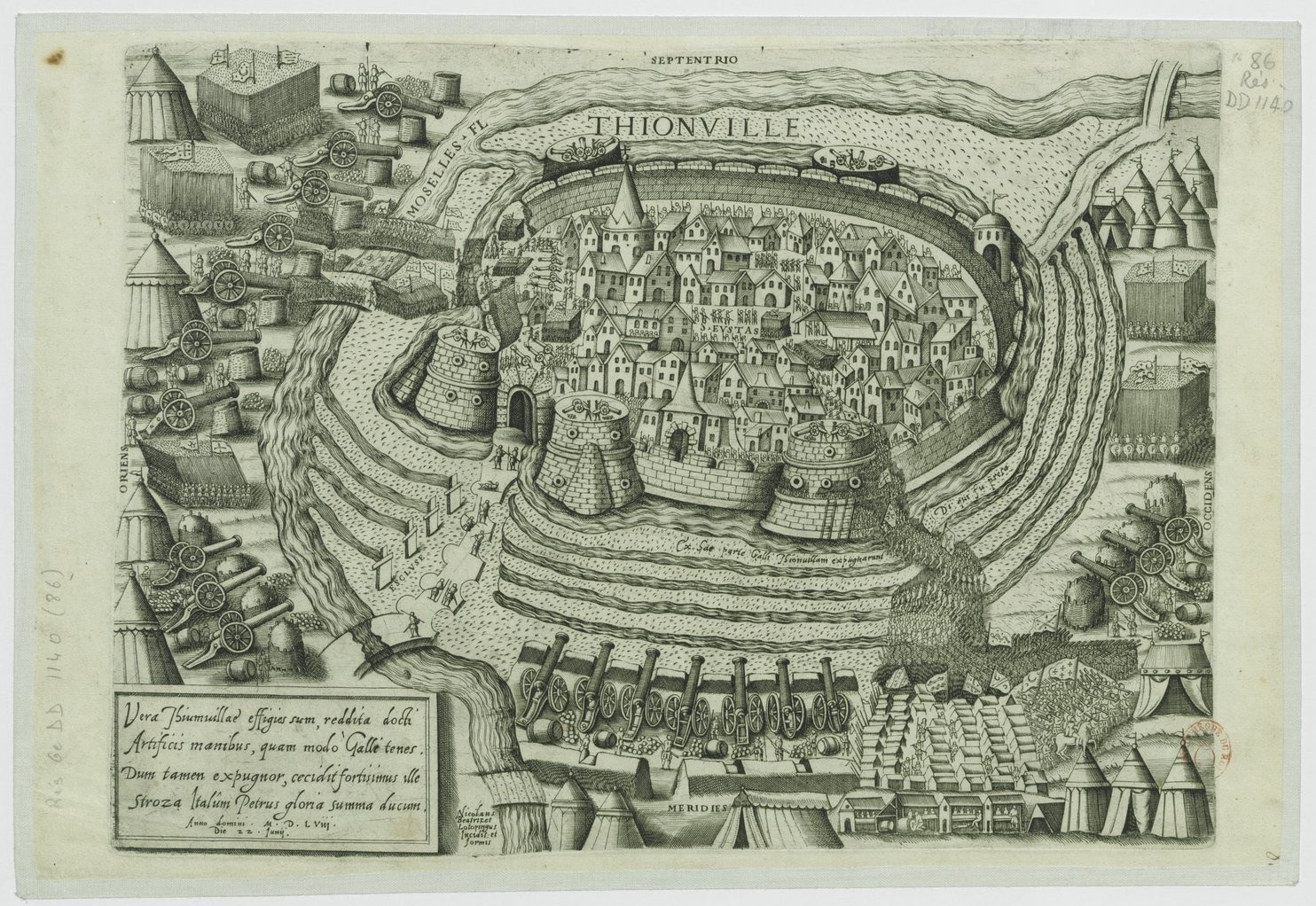
1558年蒂永维尔围城战 (1558年)

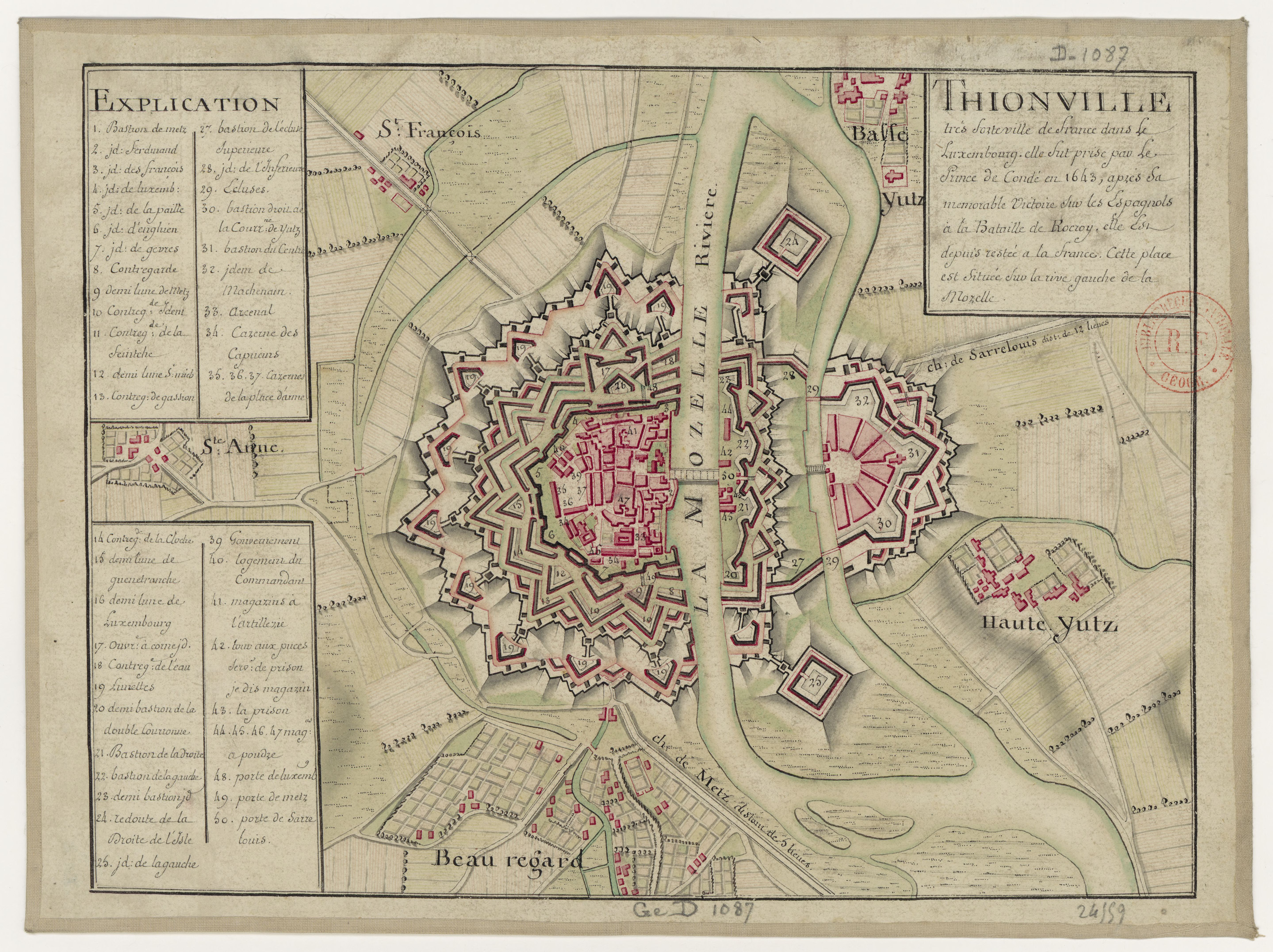
1760年的蒂永维尔地图

蒂永维尔的早期历史尚不清楚。821年10月，加洛林国王洛泰尔一世与埃蒂科尼德家族成员埃芒加德在蒂永维尔联姻。公元843年《凡尔登条约》签订后，法兰克王国一分为三，蒂永维尔所处的洛林地区被划入中法兰克王国，由洛泰尔一世管理，其逝世后再次王国被瓜分，洛林成为神圣罗马帝国的一部分。中世纪中期，蒂永维尔被卢森堡伯国占领，14世纪，卢森堡成为公国，而蒂永维尔也被设为一个司法区。中世纪末期，西欧大陆爆发意大利战争，其中西班牙和法兰西军队曾于1558年4至6月间在蒂永维尔发起围城战，法军在吉斯公爵的带领下取得胜利，但次年法兰西国王亨利二世为集中精力清理王国内的新教徒而与西班牙签订《卡托-康布雷西和约》，蒂永维尔落入西班牙王国之手。1659年，法西之间签署《比利牛斯條約》，蒂永维尔成为法兰西王国的一部分，当地建成了大规模的防御工事。法国大革命后，蒂永维尔成为摩泽尔省的一个市镇以及一个地区行署，后成为副省会。工业革命期间，蒂永维尔附近发现煤炭及铁矿资源并得到大规模的开采，多条铁路线在此交汇，当地人口数量快速增加。普法战争结束后，根据《法蘭克福條約》，蒂永维尔所处的阿尔萨斯-洛林地区被普鲁士军队占领。1901年，蒂永维尔区被普鲁士当局拆分为蒂永维尔东区和西区，这一行政区划在第一次大战结束阿尔萨斯-洛林重归法国后得以保留。第二次世界大战期间，蒂永维尔所处的法国北部地区再次被沦陷，直至1944年11月11日在美国陆军上将沃爾頓·沃克的带领下，联军入驻蒂永维尔，该市才得以解放。1946年，温斯顿·丘吉尔曾访问蒂永维尔。二战后，在欧洲煤钢共同体的推动下，蒂永维尔成为重要的国际合作贸易中心，但因20世纪70年代世界能源危机的影响，蒂永维尔附近的洛林煤炭钢铁产区受到严重的冲积，大批厂矿关闭，引发严重的社会问题。20世纪末，随着德法卢三国合作交流的深入，蒂永维尔所处的摩泽尔河谷已成为法国乃至欧洲重要的经济区。
20世纪60年代末至70年代初，蒂永维尔先后合并了多个市镇：
- 1967年：韦姆朗日（含埃朗日）
- 1969年：沃尔克朗日（含伯旺日苏圣米歇尔和梅仓日）
- 1970年：厄特朗日、加尔什、克坎

此外，自2015年1月1日起，原蒂永维尔东区和蒂永维尔西区合并为蒂永维尔区。

## 地理

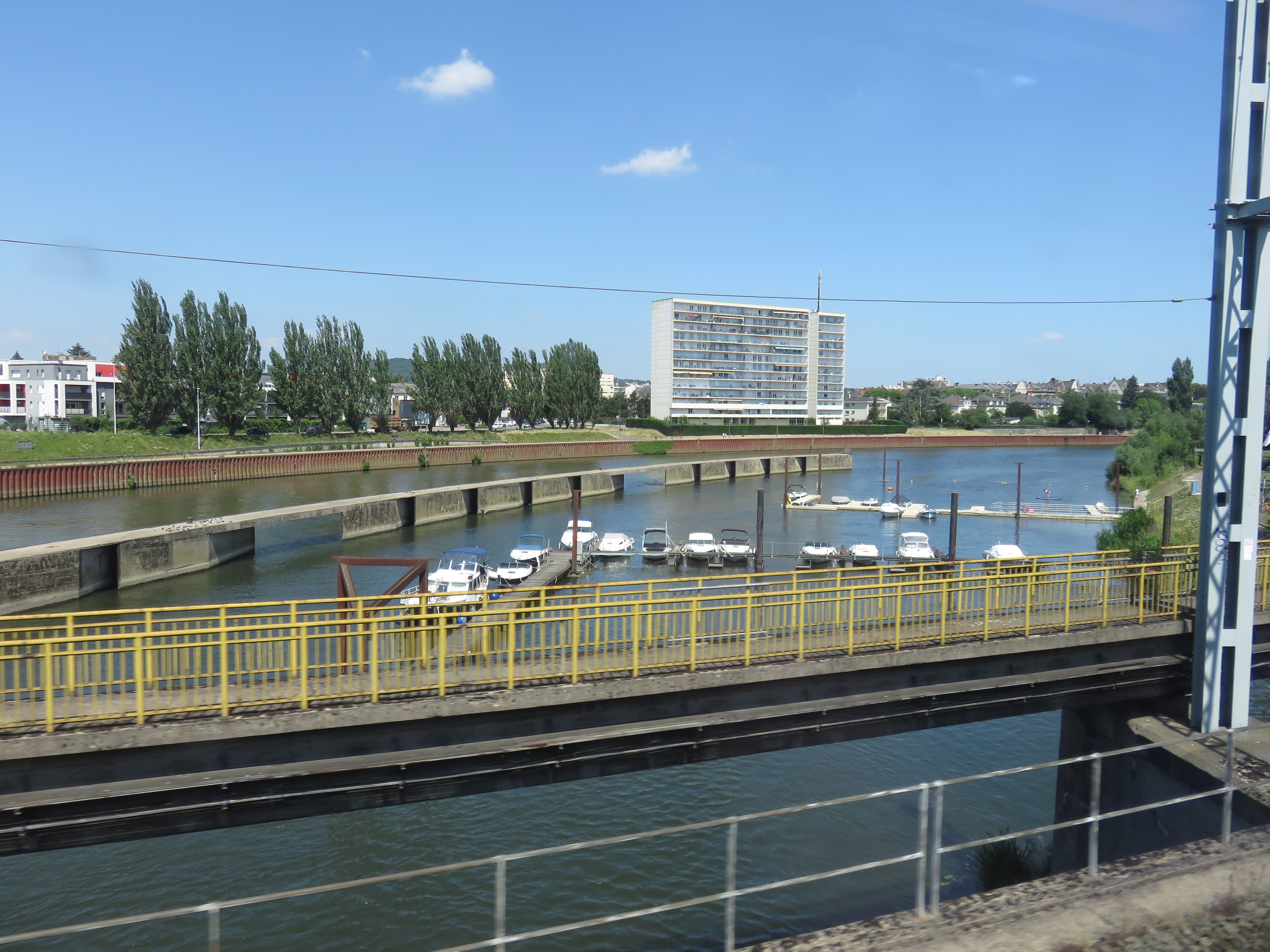
从铁路桥上眺望摩泽尔河

蒂永维尔位于法国东北部，大东部大区北部和摩泽尔省西北部，距离省会梅斯大约29公里。与蒂永维尔接壤的市镇包括：阿尔格朗日、昂日维莱、卡特农、昂特朗日、埃什朗日、弗洛朗日、下阿姆、阿扬日、大埃唐日、伊朗日、马诺姆、尼尔旺日、泰尔维尔、于茨。
旧市镇加尔什不与蒂永维尔接壤，故其合并后成为蒂永维尔市区的一块飞地。

### 地形
蒂永维尔位于洛林高原的一处谷地内，市中心地形平坦，四周略有起伏，尤其是市区西侧，全境海拔在147到423米之间。

### 水文
摩泽尔河干流自南向北流经境内，市区大部分位于河流左岸。该河在工业革命期间经过了人工治理，修建有船闸等通航设施。市镇范围西部和北部另有韦姆朗日溪（ruisseau de Veymerange）以及万皮什河（Le Wampich）流经，上述河流均属于莱茵河水系。

### 植被
蒂永维尔属于温带阔叶混交林区，摩泽尔河畔的威尔逊公园（Parc Wilson）是当地主要的城市绿地，林地则广泛分布于市区西侧的丘陵地区。
在鲜花城市的评比中，蒂永维尔被评为4星级（最高级）鲜花城市。

### 气候
蒂永维尔在柯本气候分类法中属于温带海洋性气候，但因该地距离大西洋海岸线较远且海拔相对较高，故又有一定的大陆性特征，表现为冬季气温常地区同纬度大陆西侧沿海地区，且年温差相对偏高。
距离蒂永维尔最近的气象站位于特雷桑日境内，以下为该气象站的数据（其中降水日数、降雪日数、相对湿度以及日照数据均取自卢森堡气象站）：
| 特雷桑日1981年－2019年   | 特雷桑日1981年－2019年 | 特雷桑日1981年－2019年 | 特雷桑日1981年－2019年 | 特雷桑日1981年－2019年 | 特雷桑日1981年－2019年 | 特雷桑日1981年－2019年 | 特雷桑日1981年－2019年 | 特雷桑日1981年－2019年 | 特雷桑日1981年－2019年 | 特雷桑日1981年－2019年 | 特雷桑日1981年－2019年 | 特雷桑日1981年－2019年 | 特雷桑日1981年－2019年 |
| 月份                     | 1月                    | 2月                    | 3月                    | 4月                    | 5月                    | 6月                    | 7月                    | 8月                    | 9月                    | 10月                   | 11月                   | 12月                   | 全年                   |
| ------------------------ | ---------------------- | ---------------------- | ---------------------- | ---------------------- | ---------------------- | ---------------------- | ---------------------- | ---------------------- | ---------------------- | ---------------------- | ---------------------- | ---------------------- | ---------------------- |
| 历史最高温 °C（°F）      | 14.5 (58.1)            | 18 (64)                | 24 (75)                | 27 (81)                | 30.5 (86.9)            | 34 (93)                | 36 (97)                | 38 (100)               | 31 (88)                | 25.5 (77.9)            | 18 (64)                | 15 (59)                | 38 (100)               |
| 平均高温 °C（°F）        | 3.9 (39.0)             | 5.4 (41.7)             | 9.7 (49.5)             | 13.8 (56.8)            | 18.5 (65.3)            | 21.4 (70.5)            | 23.8 (74.8)            | 23.5 (74.3)            | 19.1 (66.4)            | 13.9 (57.0)            | 7.8 (46.0)             | 4.7 (40.5)             | 13.8 (56.8)            |
| 日均气温 °C（°F）        | 1.1 (34.0)             | 1.7 (35.1)             | 5.3 (41.5)             | 8.4 (47.1)             | 12.7 (54.9)            | 15.4 (59.7)            | 17.6 (63.7)            | 17.5 (63.5)            | 13.9 (57.0)            | 9.9 (49.8)             | 4.8 (40.6)             | 2.1 (35.8)             | 9.2 (48.6)             |
| 平均低温 °C（°F）        | −1.7 (28.9)            | −1.9 (28.6)            | 0.9 (33.6)             | 3 (37)                 | 7 (45)                 | 9.5 (49.1)             | 11.5 (52.7)            | 11.4 (52.5)            | 8.7 (47.7)             | 5.8 (42.4)             | 1.7 (35.1)             | −0.4 (31.3)            | 4.6 (40.3)             |
| 历史最低温 °C（°F）      | −21.5 (−6.7)           | −17.5 (0.5)            | −17.5 (0.5)            | −7 (19)                | −2 (28)                | −2 (28)                | 2 (36)                 | 1 (34)                 | −1 (30)                | −5 (23)                | −15 (5)                | −19 (−2)               | −21.5 (−6.7)           |
| 平均降水量 mm（）        | 117.3 (4.62)           | 87.3 (3.44)            | 93.3 (3.67)            | 66.6 (2.62)            | 73.5 (2.89)            | 68.1 (2.68)            | 77.1 (3.04)            | 69 (2.7)               | 76.3 (3.00)            | 103.3 (4.07)           | 91.7 (3.61)            | 121.9 (4.80)           | 1,045.4 (41.16)        |
| 平均降水天数（≥ 0.1 mm） | 17.0                   | 14.3                   | 16.1                   | 13.7                   | 14.4                   | 13.9                   | 13.0                   | 13.1                   | 13.0                   | 15.4                   | 17.2                   | 16.9                   | 178                    |
| 平均降雪天数（≥ 0.1 mm） | 8.6                    | 8.0                    | 4.7                    | 2.1                    | 0.0                    | 0.0                    | 0.0                    | 0.0                    | 0.0                    | 0.0                    | 2.8                    | 7.3                    | 33.5                   |
| 平均相對濕度（％）       | 87.2                   | 81.2                   | 75.4                   | 68.4                   | 68.7                   | 68.9                   | 67.4                   | 69.0                   | 76.4                   | 83.4                   | 87.9                   | 88.2                   | 76.9                   |
| 月均日照時數             | 50.3                   | 83.6                   | 125.1                  | 181.6                  | 213.4                  | 227.1                  | 250.3                  | 230.7                  | 161.9                  | 105.8                  | 54.1                   | 41.0                   | 1,724.9                |
| 来源：infoclimat.fr      |                        |                        |                        |                        |                        |                        |                        |                        |                        |                        |                        |                        |                        |

## 行政区划
蒂永维尔是法国大东部大区摩泽尔省的一个市镇，编号为57672，它也是摩泽尔省的一个副省会。蒂永维尔下辖蒂永维尔区，隶属于摩泽尔省第九选区，管理蒂永维尔县（其中部分区域属于于茨县），同时也是蒂永维尔城市圈公共社区的办公驻地。
法国国家统计与经济研究所（简称）在进行数据统计时，将蒂永维尔及相邻的另外11个市镇设为蒂永维尔城市核心区，并将包括核心区在内的周边共15个市镇划为蒂永维尔城市区。自2020年起，蒂永维尔城市区被包含115个市镇的卢森堡法国城市辐射区（Aire d'attraction de Luxembourg (partie française)）代替。此外，还将蒂永维尔市镇分为了20个“块区”（IRIS），以便于统计人口分布情况。

## 交通

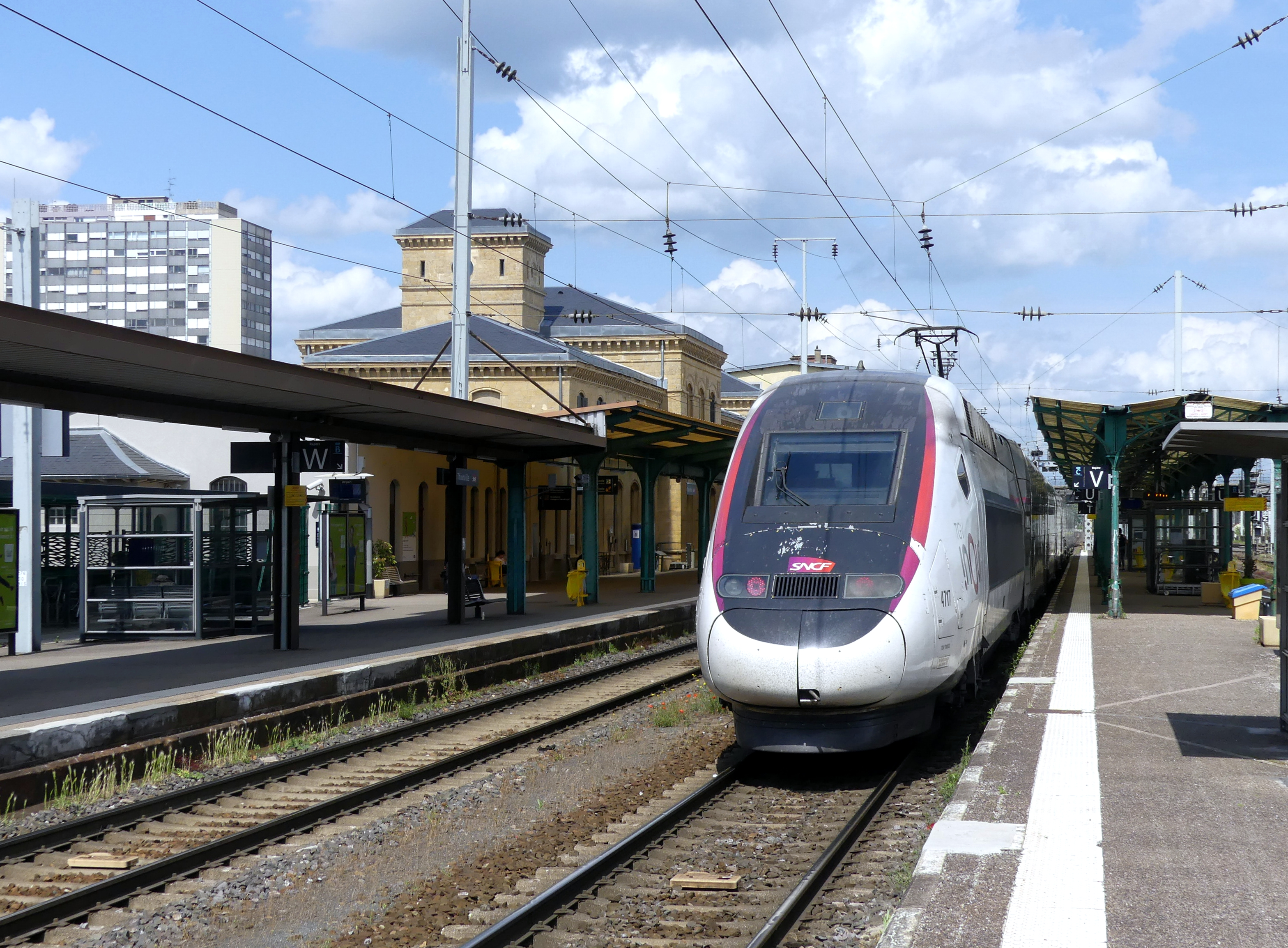
蒂永维尔火车站内停靠的一列高速列车

### 公路
A31高速公路经过蒂永维尔境内，设有多个出入口与市区连接。此外多条摩泽尔省省道在蒂永维尔境内交汇。
大东部大区公共交通（Fluo Grand-Est）提供往返于蒂永维尔和阿帕克以及克勒茨瓦尔德之间的巴士；其下属的摩泽尔省城际客运则提供多条城际线路，可前往梅斯、隆维、雷当日、吕唐日、蒙多夫、埃夫朗日等地。
2017年，73.6%的蒂永维尔家庭拥有至少一辆的私人汽车。2018年，蒂永维尔境内共发生各类交通事故39起，造成3人遇难，59人受伤。

### 铁路
蒂永维尔位于梅斯－祖夫根铁路上。蒂永维尔站位于市区东部，摩泽尔河右岸，该站每天停靠多条线路的列车：
- 巴黎—梅斯—蒂永维尔—卢森堡（高速列车，每天往返约5班）
- 卢森堡—蒂永维尔—梅斯—斯特拉斯堡—米卢斯—第戎—里昂—马赛或蒙彼利埃（高速列车，每天往返约2班）
- 南锡—梅斯—蒂永维尔—卢森堡（区域列车，工作日平均半小时一班）
- 蒂永维尔—隆吉永—色当—沙勒维尔-梅济耶尔（区域列车，每天往返约2班）
- 蒂永维尔—隆吉永—隆维（区域列车，每天往返约2班）

### 航空
距离蒂永维尔最近的民用航空站为卢森堡机场，距离蒂永维尔市中心的公路里程约41公里。

### 城市公共交通
蒂永维尔城市公共交通（商业名称为）是当地的城市公共交通系统。截至2021年1月，该系统共包括17条主要公交线路和31条补充公交线路，另有两条节假日专线，路网覆盖了蒂永维尔市区内的主要街道和居民区以及周边的部分市镇。

## 政治

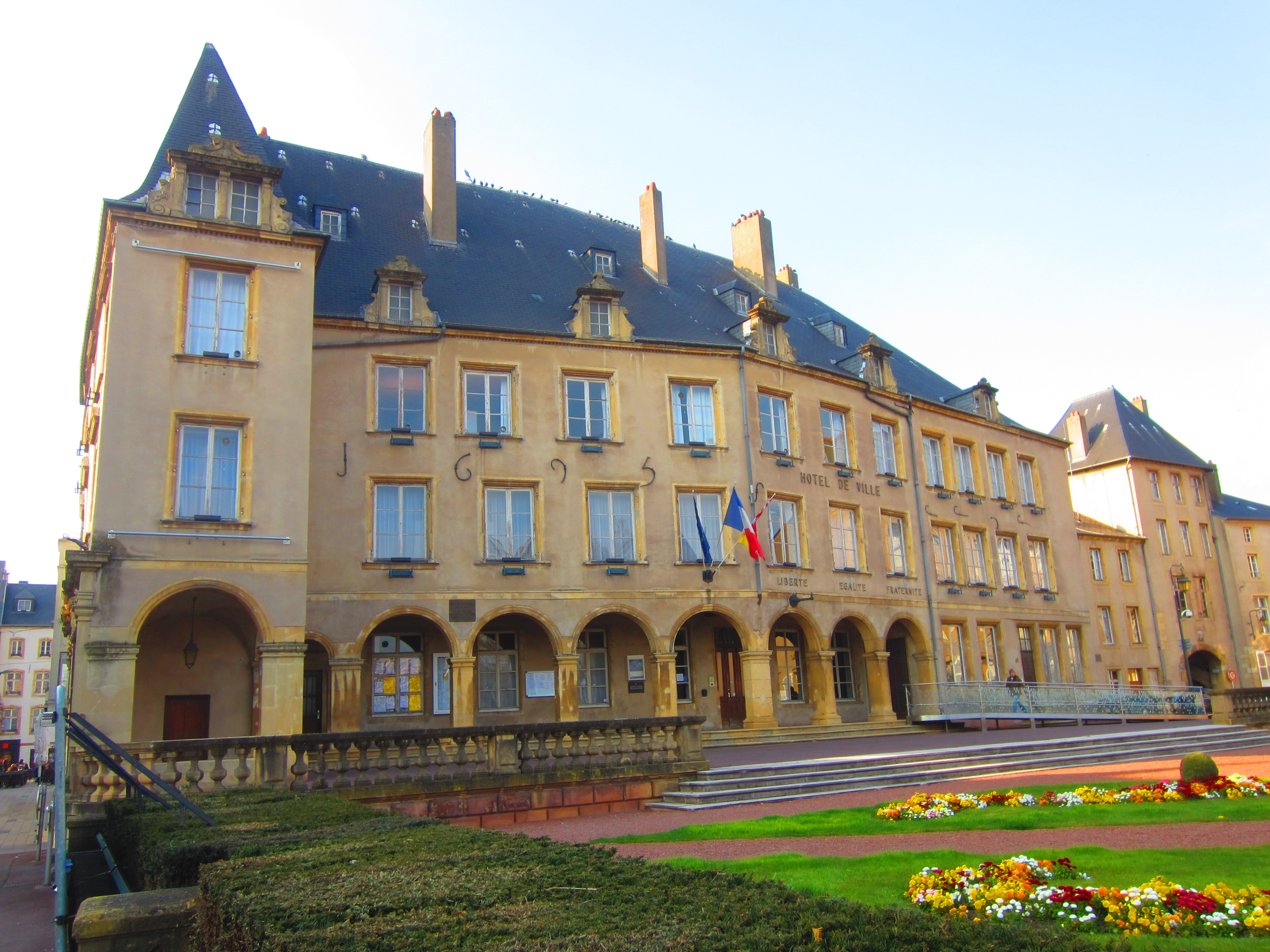
蒂永维尔市政厅

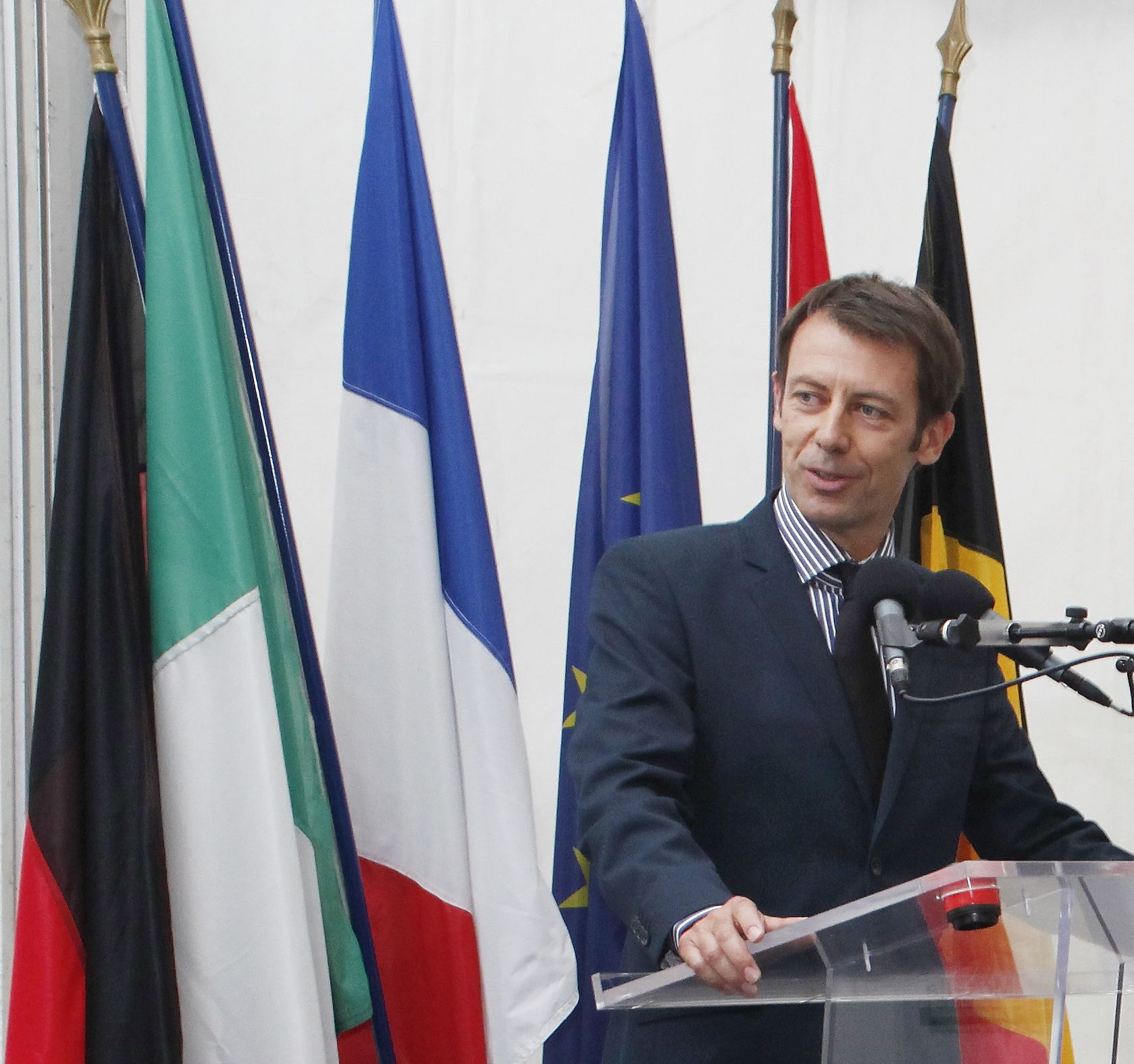
贝特朗·梅尔茨

蒂永维尔的现任市长为皮埃尔·屈尼先生（Pierre Cuny），他是一名右翼无党派人士，在2020年的市政选举中获得了41.37%的支持率。
在2017年的法国总统大选中，法国第25任总统埃马纽埃尔·马克龙在蒂永维尔获得了71.1%的支持率。
| 蒂永维尔历届市长 |                 |                             |
| 任期             | 市长            | 党派                        |
| 1945年－1960年   | 勒内·施瓦茨     | RPF法国人民联盟             |
| 1960年－1977年   | 乔治·迪奇       | UDF法国民主联盟             |
| 1977年－1995年   | 保罗·苏弗兰     | PCF法国共产党               |
| 1995年－2008年   | 让-马里·德芒热  | UMP人民运动联盟             |
| 2008年－2014年   | 贝特朗·梅茨     | PS社会党                    |
| 2014年－2016年   | 安娜·格罗梅尔什 | UMP人民运动联盟 →LR共和黨   |
| 2016年－         | 皮埃尔·屈尼     | LR共和黨 →DVD右翼无党派人士 |

## 人口
2018年，蒂永维尔市镇人口数量为40,477，在法国排名第187位。其中男性19,945人，女性20,756人，75岁及以上人口占9.0%，外籍人口数量为9,982人，人口密度为812人/平方公里，当地居民被称为（男性）或（女性）。2019年，蒂永维尔境内出生420人，死亡人口421人。
| 年份   | 1936   | 1946   | 1954   | 1962   | 1968   | 1975   | 1982   | 1990   | 1999   | 2006   | 2011   | 2016   | 2018   |
| ------ | ------ | ------ | ------ | ------ | ------ | ------ | ------ | ------ | ------ | ------ | ------ | ------ | ------ |
| 人口數 | 18,934 | 17,596 | 23,054 | 31,811 | 37,079 | 43,020 | 40,573 | 39,712 | 40,907 | 41,127 | 40,951 | 40,586 | 40,477 |

## 经济
蒂永维尔是一个区域性的中心城市，当地共有各类用人单位5,347家，平均历史为17年，其中98.23%为中小型企业（PME）。（农具销售）、（机械修理）及（家用电器销售）是当地2019年营业额最高的三个企业，分别为70,204,128欧元、62,215,644欧元和50,821,000欧元。

## 财政收入
2019年，蒂永维尔的财政收入总额为59,752,800欧元，财政支出总额为52,935,500欧元，当年的债务总额为65,206,500欧元。2020年，蒂永维尔共获得6,910,434欧元的国家财政补助，比上一年增加了0.01%。
2017年，蒂永维尔的人均月收入总额为2,031欧元，其中高级职员为3,797欧元，低于法国平均水平（4,214欧元）；中级职员为2,261欧元，低于法国平均水平（2,353欧元）；普通职员为1,577欧元，亦低于法国平均水平（1,690欧元）。
2017年，蒂永维尔境内的青壮年（15至64岁）失业率为13.4%，当地有41.9%的家庭拥有纳税资格，平均纳税3,709欧元，低于法国平均水平（3,888欧元）。

## 社会事务

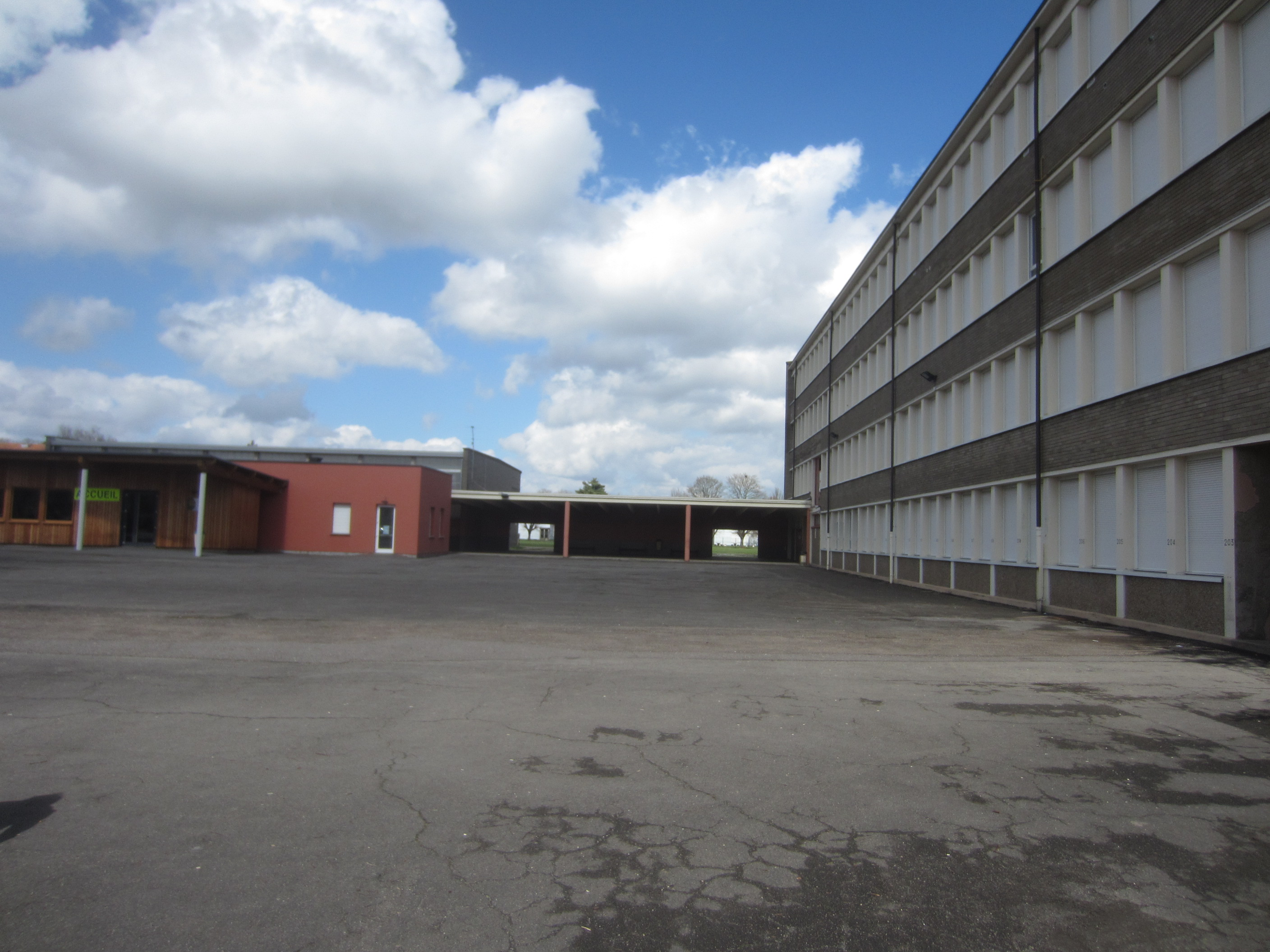
蒂永维尔拉布里克里高级中学

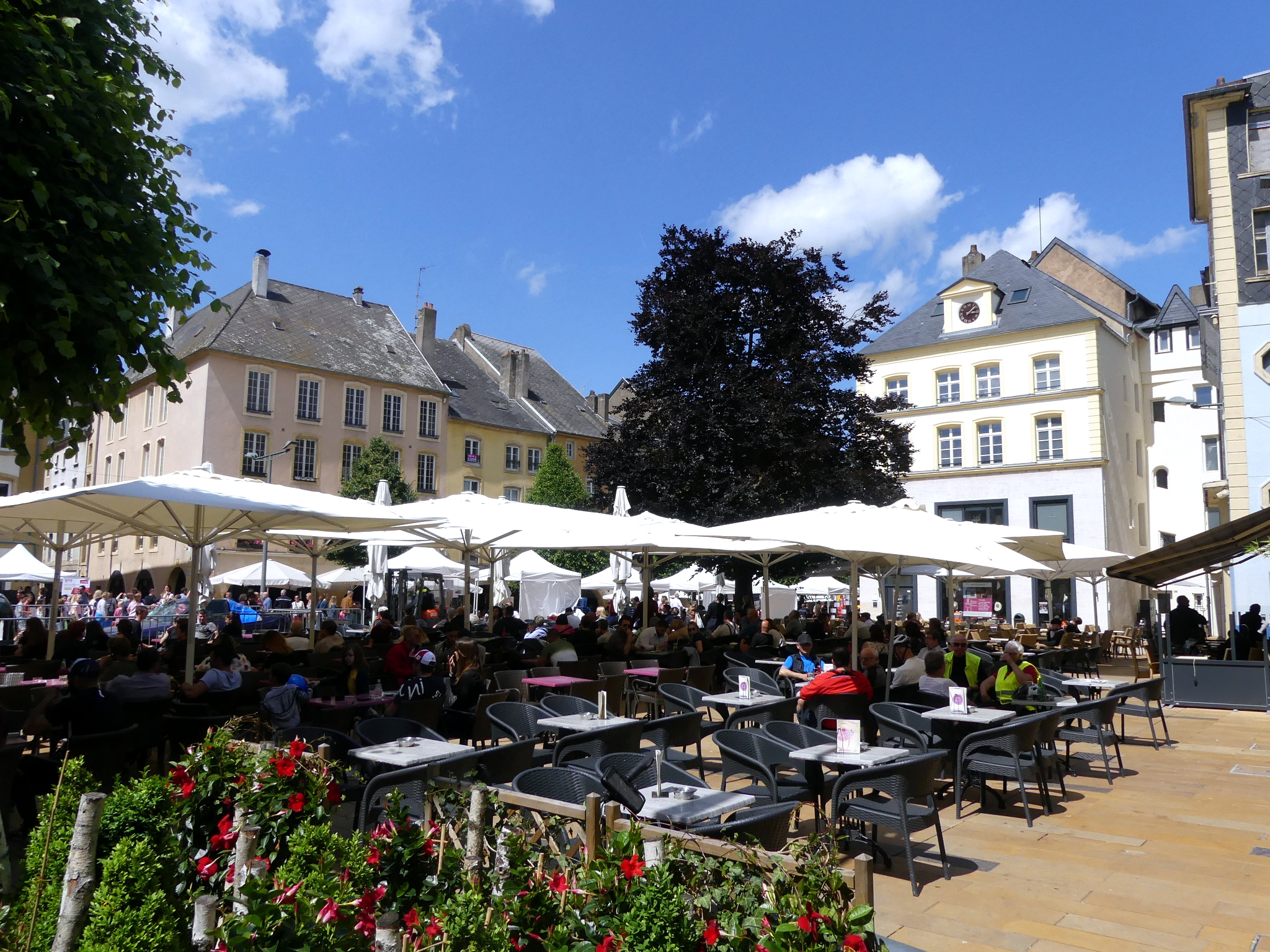
市中心的格罗梅尔克广场

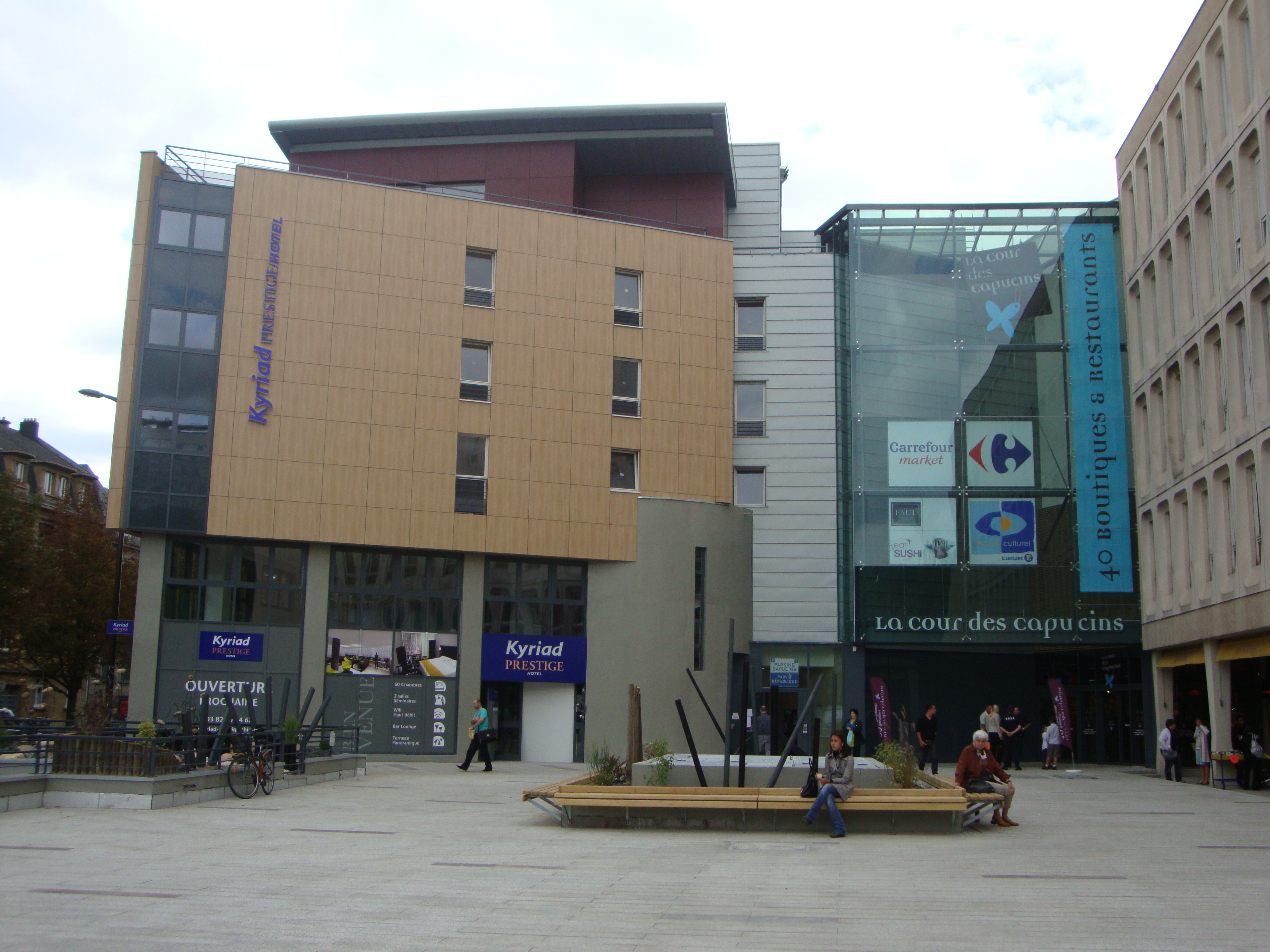
加布遣商业中心

### 教育
蒂永维尔属于南锡-梅斯学区。截止2019年1月1日，蒂永维尔境内共有6所幼儿园、17所小学、5所初级中学、6所普通高中和3所职业高中。2018至2019学年度，蒂永维尔境内共有在校中等教育阶段学生8,455名。
在高等教育方面，洛林大学在蒂永维尔设有一处校区，其下属的蒂永维尔大学技术学院（IUT de Thionville）在此授课，开设有4个大学技术学士文凭专业和5个职业本科专业。

### 医疗
截止2019年1月1日，蒂永维尔境内共有全科医生40名、保健师27名、牙医44名、护士34名、耳科医生7名、眼科医生8名、皮肤科医生6名、助产士5名、儿科医生3名和妇科医生5名。境内共有药房14家、养老院6家、残疾人帮扶中心8家。
蒂永维尔是“梅斯-蒂永维尔大区中心医院”的服务范围，后者是法国的一个大区级别公立医疗机构，其贝莱尔病区（site de Bel-Air）位于蒂永维尔市区，设有床位662个，是当地规模最大的公立综合性医院。此外，蒂永维尔还有一家私立医院：昂布鲁瓦斯·帕雷外科诊疗中心（Clinique Chirurgicale Ambroise Paré），医务人员数量超过40人。

### 住房
2017年，蒂永维尔境内共有各类住房21,708套，其中27%为独立式居民区，72.3%为集中式居民区。常住房屋占蒂永维尔市镇范围内居民建筑总量的89.1%。
在住房保障政策方面，2017年，蒂永维尔境内共有4,334户家庭获得了住房经济补助，受益人数占总人口数量的10.6%，其中4,223份为房租补助。

### 商业
2019年，蒂永维尔境内共有各类实体商铺1,106家，其中餐厅194家、大型超市13家、杂货店10家、面包房44家、肉铺14家、书店13家、装饰品店1家、银行门店21家、美容美发店76家、汽车维修店74家。市区西南部建有大型开放式商业街区。

### 体育
2019年，蒂永维尔境内共有1家游泳池、11间体育馆、4座综合体育场、32处网球场、15处足球或橄榄球场以及6处篮球或排球场。
截至2021年1月，蒂永维尔境内共有三家注册足球俱乐部：
- 蒂永维尔足球俱乐部（法语：Thionville Football Club），成立于1905年，2020至2021赛季参加大东部大区足球联赛（法语：Ligue du Grand-Est de football）
- 蒂永维尔葡萄牙人圣弗朗索瓦体育联盟（A.S. Portugais Saint-François Thionville），2020至2021赛季参加大东部大区足球联赛（法语：Ligue du Grand-Est de football）
- 蒂永维尔竞技俱乐部（R.C. Thionville）

### 环境
蒂永维尔的环境事务由其所属的公共社区负责。2019年，蒂永维尔境内共有8家污染企业。

### 治安
2019年，蒂永维尔市镇范围内有1处派出所。
2014年，蒂永维尔及附近地区共发生各类案件6,263起，其中盗窃类案件3,678起，经济类案件768起，毒品交易类案件471起。

## 文化
2019年，蒂永维尔境内共有1家剧场、2家电影院、1家博物馆和1家音乐厅。蒂永维尔市政府提供多媒体中心，向公众全年开放。

### 建筑
蒂永维尔境内有多处法国国家文物保护单位，其中蒂永维尔城堡、蒂永维尔钟楼等为当地的代表性建筑物。

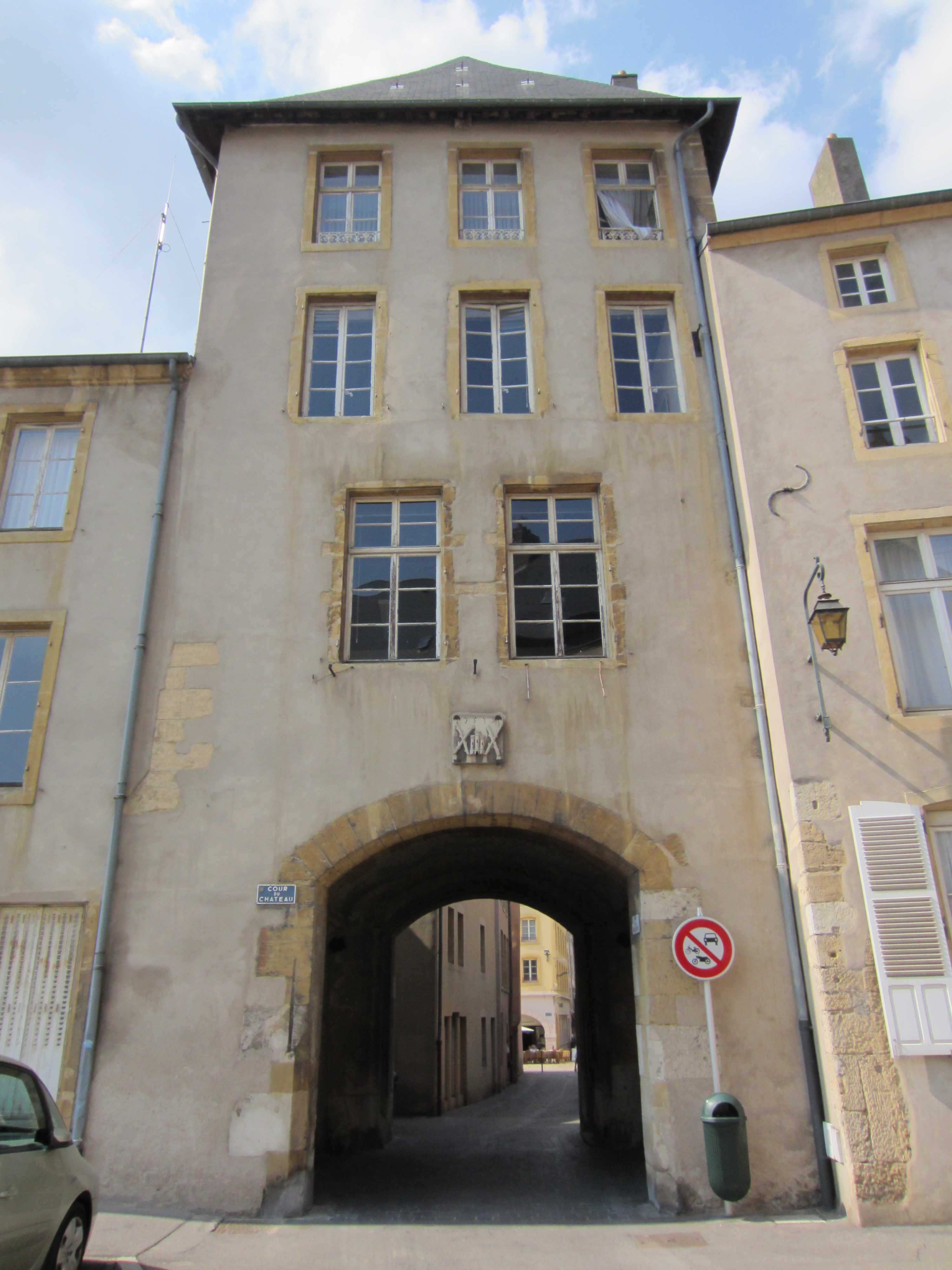
蒂永维尔城堡（法语：Château de Thionville）正门
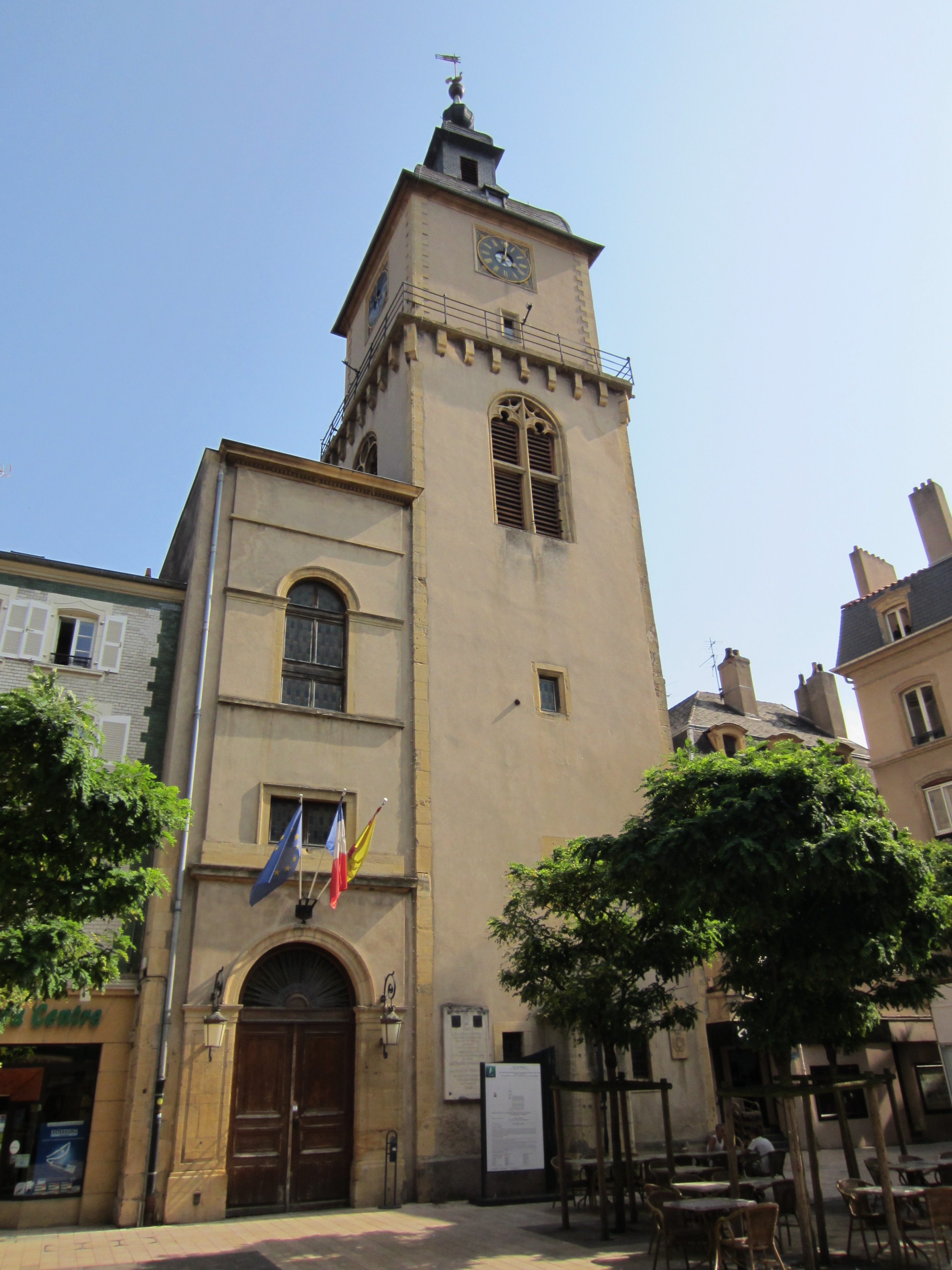
钟楼
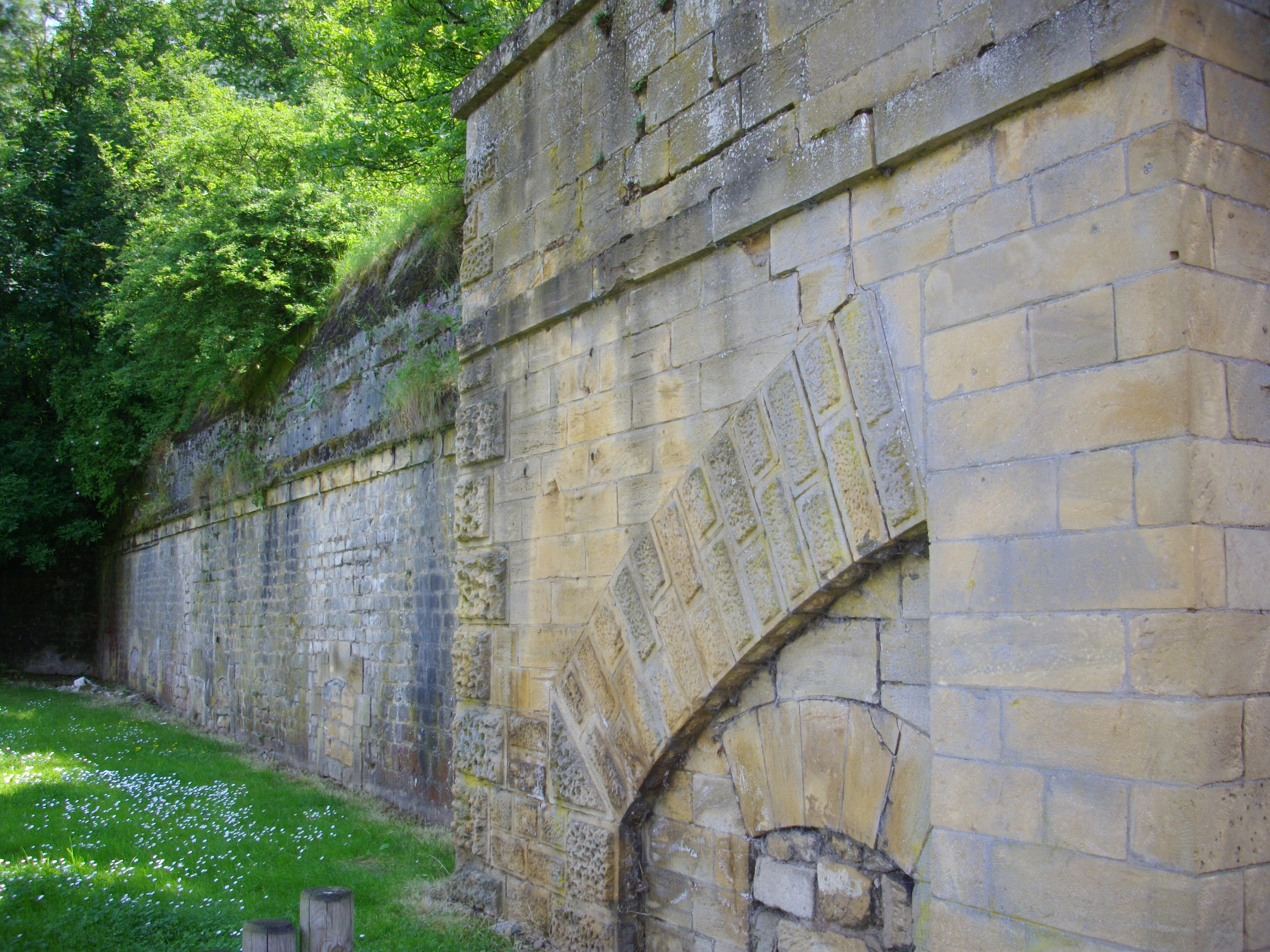
城墙遗址（法语：Enceinte de Thionville）
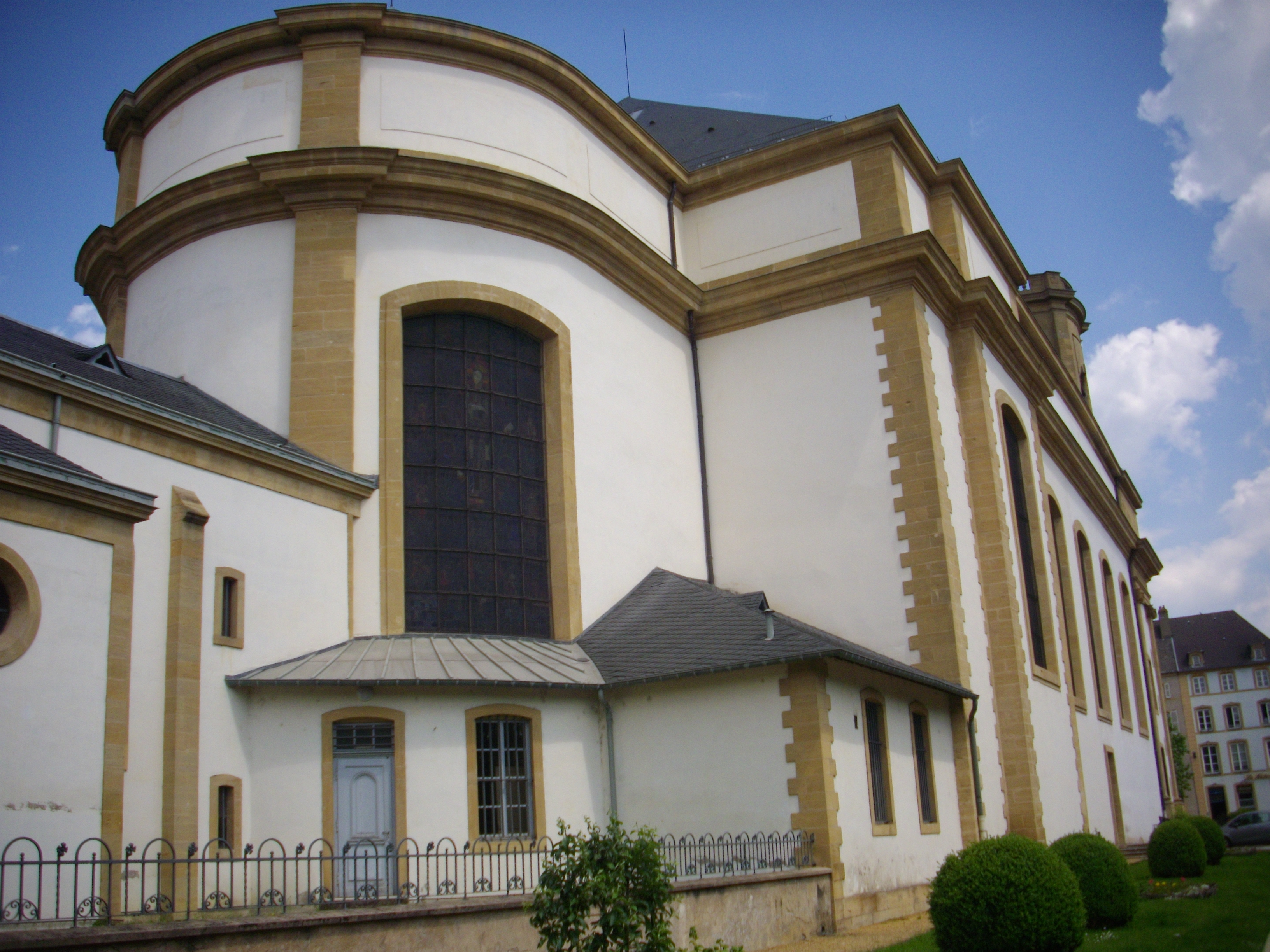
圣马克西姆教堂（法语：Église Saint-Maximin de Thionville）
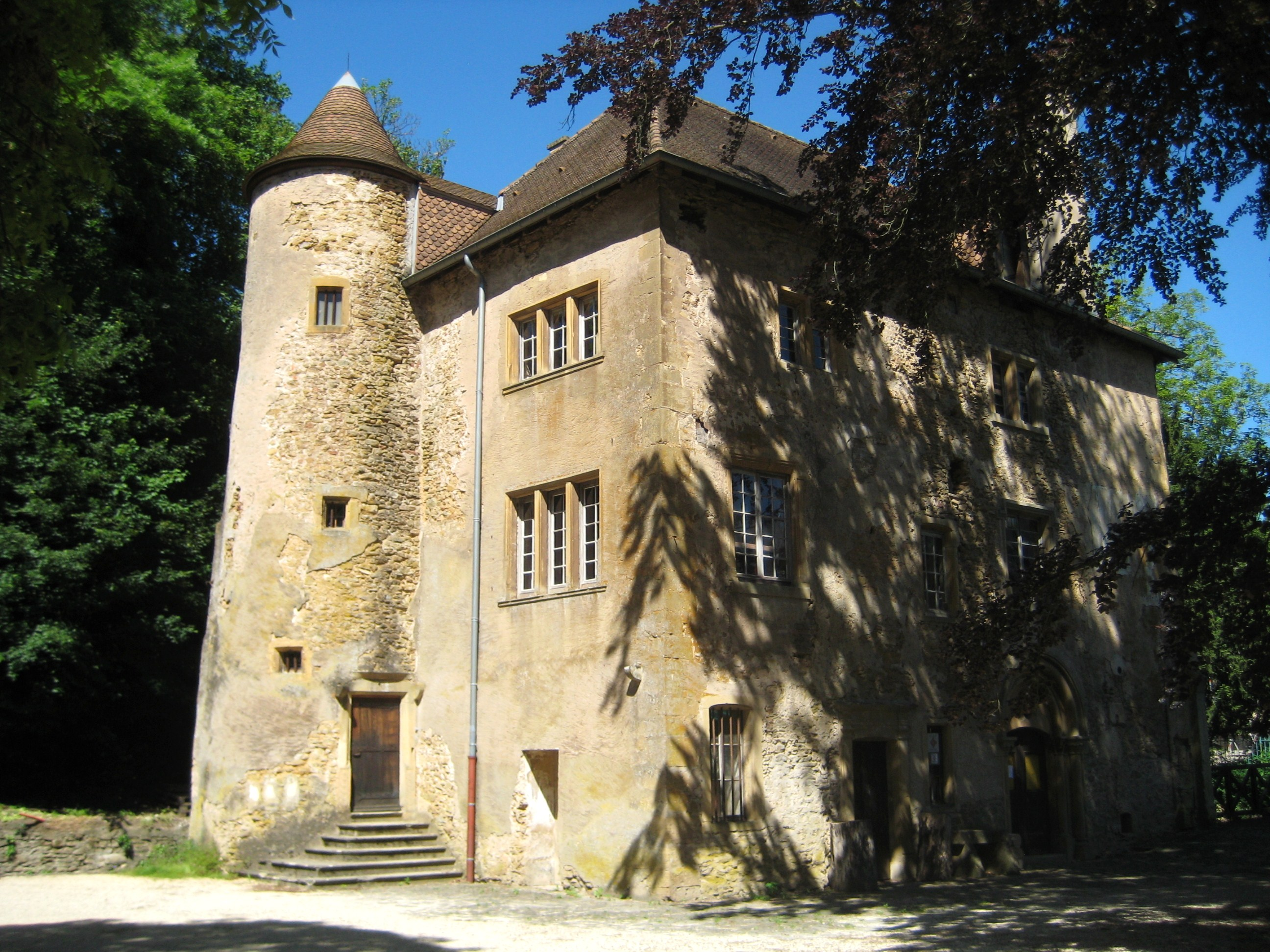
沃尔克朗日城堡（法语：Château de Volkrange）
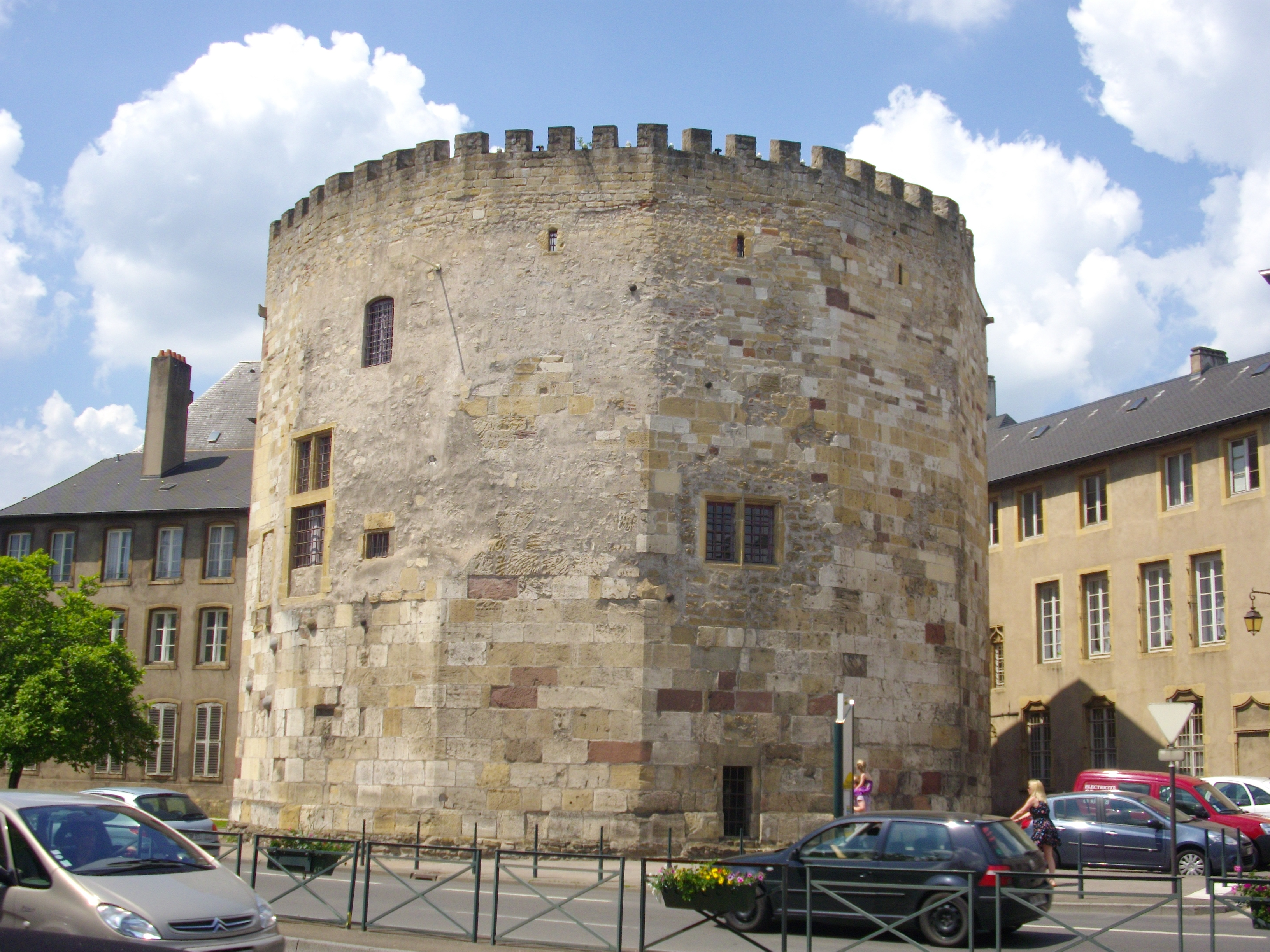
跳蚤塔博物馆（法语：Musée de la Tour aux Puces）
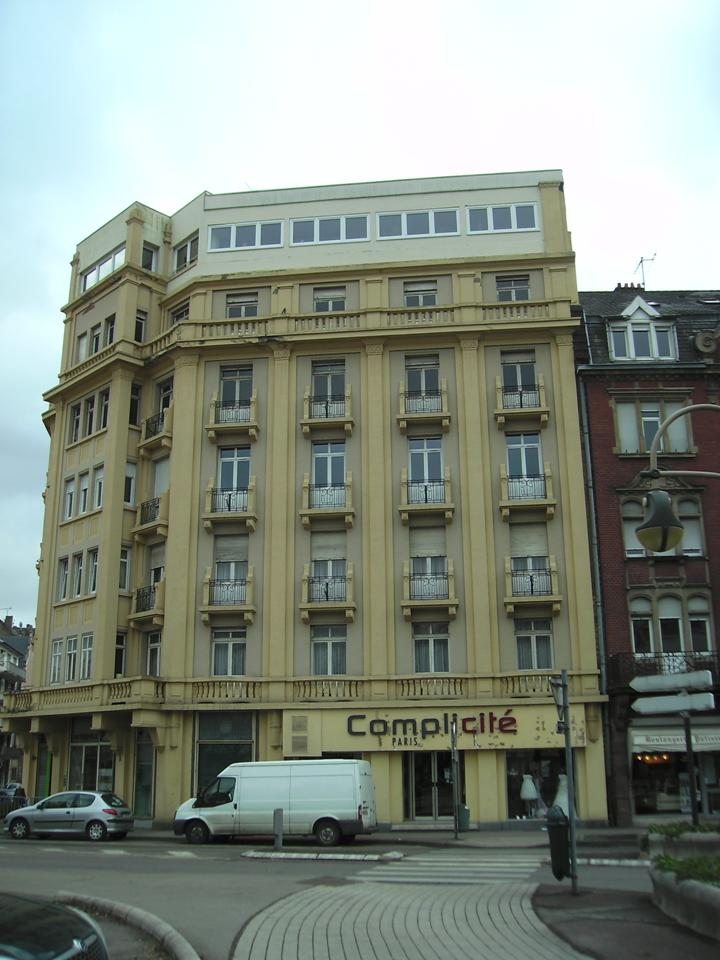
民居

### 旅游
蒂永维尔的旅游事务由其所属的公共社区负责。2020年，蒂永维尔境内共有8家酒店共计442间房间；另有2个露营地，可容纳共93辆露营车。

### 媒体
法国主要的媒体均可在蒂永维尔接收，法国电视三台下属的大东部大区频道在部分时段播出蒂永维尔所属区域的地方新闻。

## 相关人物
法国导演弗朗西斯·雷诺、战地记者雷米·奥希利克、足球运动员文森特·勞里尼、邦雅曼·科尔涅和朱利安·凯尔西亚出生于蒂永维尔。

## 友好城市
截至2021年1月，蒂永维尔共与两座城市互为友好城市关系：
- 加奥
- 美国 厄巴纳